# Joubertina
Joubertina ist ein Ort in der südafrikanischen Provinz Ostkap. Er liegt in der Gemeinde Kou-Kamma im Distrikt Sarah Baartman.

## Geographie
Joubertina hat 5752 Einwohner (Stand 2011). Der Ort liegt am Wabooms River im langgestreckten, in Ost-West-Richtung verlaufenden Tal Langkloof. Die Entfernung zum Tsitsikamma-Nationalpark am Indischen Ozean beträgt rund 30 Kilometer. Dazwischen liegen die Tsitsikamma-Berge mit dem 1.675 Meter hohen Peak Formosa. Nördlich von Joubertina erstrecken sich die Kouga-Berge.

## Geschichte
Der Ort wurde 1907 gegründet und nach W. A. Joubert benannt, einem Pastor der Niederländisch-reformierten Kirche im westlich gelegenen Uniondale. 

## Wirtschaft und Verkehr
Der Obstanbau, besonders von Äpfeln, ist der Haupterwerbszweig. Daneben gibt es Tourismus.
Joubertina liegt an der touristisch vermarkteten Regionalstraße „Route 62“ zwischen Oudtshoorn und Humansdorp. Westlich des Ortes liegt ein kleiner Flugplatz (ICAO-Code FAJP). Joubertina liegt an der Avontuur Railway, der längsten Schmalspurstrecke der Welt mit 610 mm Spurweite, die jedoch nur selten befahren wird.

## Sehenswürdigkeiten
Jährlich findet im August das Bloeiselfest („Blütenfest“) statt, mit dem die Apfelblüte gefeiert wird.